# Sabrina Draoui
Sabrina Draoui (Batna, 24 de noviembre de 1977) es una directora de cine y fotógrafa argelina.

## Biografía
Draoui nació en Batna, Argelia en 1977, hija de padre argelino y madre francesa. Estudió química, fotografía e infografía. En 2001 se licenció en química en la Universidad de Ciencia y Tecnología Houari Boumediene. 
En agosto de 2001, Draoui supervisó a un grupo de fotógrafos en el Festival Mundial de la Juventud Universitaria. Entre 2004 y 2005, Draoui realizó prácticas en edición de video en el Centro cultural de Argel y hasta 2006, trabajó como fotógrafa y camarógrafa para una agencia de comunicación. En 2007, realizó exposiciones de fotografía en Argel, Rabat, Roma y Alejandría.
Como directora y camarógrafa ha colaborado en numerosos rodajes de ficción, documentales y televisión. En 2008, Draoui fue asistente de los cortometrajes Orange Amère y Recyclage. En julio de 2008 dirigió la película Goulili, que fue seleccionada en las Jornadas Cinematográficas de Cartago en Túnez, en el Festival de Cortometrajes de Jordania en Amán y en el primer Festival Internacional de Dakar. En 2019 fue asistente de producción de Inspecteur llob. En 2013, Draoui dirigió Albert Camus et moi y 50 ans, 50 femmes el mismo. En 2016, fue la directora de Hada Makan, tras recibir una beca de Rencontres cinématographiques de Bugía.

## Reconocimientos
En 2004, Draoui fue reconocida con el Premio Nacional de Fotografía Artística de la Biblioteca Nacional de Argelia. Dos años después, ganó el concurso internacional de fotografía Regards Croisés de la Unión Europea.
En 2008, obtuvo el Grand Prix del Público por su película Goulili en el primer Festival Internacional de Dakar, en Senegal. Con esa película, recorrió 42 festivales internacionales y ganó otros 10 premios, entre ellos el Ahaggar d'or al mejor cortometraje en la tercera edición del Festival Internacional de Cine Árabe de Orán y el Gran Premio del jurado en el Festival de Cozes de 2009 en Francia. En 2016, ganó ex aequo el premio al mejor guion documental por Hada Makan en las Jornadas Cinematográficas de Argel junto a Nazim Benhadid por Les bagnards algériens de la Nouvelle-Calédonie.
Además, fue seis veces campeona de Argelia de kárate y subcampeona nacional de natación.

## Filmografía
- 2008 : Goulili (Dime)
- 2009 : Le lever du jour
- 2013 : Albert Camus et moi
- 2013 : 50 años, 50 mujeres
- 2016 : Hada Makan